# Druids
Druids ist ein Kartenspiel der deutschen Spieleautoren Günter Burkhardt und Wolfgang Lehmann, das 2017 bei Amigo erschien. Bei dem Stichspiel geht es darum, über Stiche Karten vier verschiedener Domänen zu gewinnen, ohne auch noch Karten der fünften Domäne zu erhalten.

## Spielprinzip
Das grundsätzliche Spielprinzip von Druids ist an klassische Stichspiele wie Skat oder Doppelkopf angelehnt. Mit Hilfe der Karten ihrer Kartenhand versuchen die Spieler möglichst wertvolle Karten aus vier von fünf Kartenfarben (Domänen) durch Stechen zu gewinnen, ohne Karten der fünften Farbe zu bekommen. Thematisch handelt es sich um einen Wettstreit von Druidenschülern, die lernen sollen, ihre Macht in den fünf Domänen Heilkunde, Wahrsagen, Gestaltwandlung, Sternenkunde und Schöne Künste zu kontrollieren.
Das Spielmaterial ist sprachneutral und besteht aus 65 Druidenkarten und einem Wertungsblock. Dabei gibt es jeweils zwölf Karten mit den Kartenwerten 1 bis 12 in den fünf Domänenfarben, einer Karte „Erdenmutter Gaia“ mit dem Wert 0 sowie je zwei Karten „Goldene Sichel“ und „Mistelzweig“.

### Spielablauf
Das Spiel wird über fünf Runden gespielt. Zu Beginn werden alle Karten mit Ausnahme der „Erdenmutter Gaia“ gemischt. Die gemischten Karten werden in zwei Stapel geteilt und die „Erdenmutter Gaia“ wird einer der Hälften untergemischt, die danach auf die zweite Hälfte gelegt wird. Danach bekommen die Mitspieler abhängig von der Spieleranzahl jeweils 13 bis 15 Karten, die sie auf die Hand nehmen. Die übrigen Karten werden für die Runde aus dem Spiel genommen.
Der Spieler, der die „Erdenmutter Gaia“ auf der Hand hat, beginnt das Spiel und spielt diese Karte als erste Karte aus. Dabei sagt er an, für welche Domäne er die Karte spielt. Alle anderen Spieler spielen im Uhrzeigersinn jeweils eine Karte ab, dabei müssen sie eine Karte der genannten Domäne spielen (Bedienpflicht), wenn sie eine auf der Hand haben. Andernfalls können sie eine beliebige Karte einer anderen Farbe abwerfen. Der Spieler mit der höchsten Karte der angesagten Domäne gewinnt den Stich und beginnt die nächste Runde mit einer Karte aus seiner Hand. Auch für die Folgerunden gilt immer Bedienpflicht und es gewinnt jeweils der Spieler den Stich, der die höchste Karte der ausgespielten Domäne legt; abgelegte Karten anderer Farben muss er mitnehmen. Die einzigen Ausnahmen von der Bedienpflicht sind die „Goldene Sichel“ und der „Mistelzweig“, die ein Spieler auch ablegen kann, wenn er noch Karten der ausgelegten Domäne auf der Hand hat.
Gewinnt ein Spieler einen Stich, sortiert er die gewonnenen Karten nach Domänen in seine Auslage. Wenn der Stich mehrere Karten der gleichen Domänen enthält, muss er die jeweils niedrigste Karte ganz oben auf die jeweilige Auslage legen. In späteren Stichen legt er immer die jeweils gewonnenen Karten mit der jeweils niedrigsten Karte einer Domäne aus dem aktuellen Stich auf die bereits ausliegenden Stapel und kann damit den Wert der obersten Karte erhöhen oder reduzieren. Die Spieler dürfen sich die Karten der bereits vorhandenen Auslage nach Ablage nicht mehr ansehen.
Hat der Spieler in seinem Stich eine „Goldene Sichel“, legt er sie nach dem Verteilen der restlichen Karten auf die Karten der Domäne, die als oberste Karte den höchsten Wert zeigt, und legt diesen Stapel danach aus dem Spiel. Befindet sich auch die zweite „Goldene Sichel“ im Stich, muss er auch den zweithöchsten Stapel aus dem Spiel nehmen. Befindet sich ein Mistelzweig im Stich, wird dieser nach der Auslage unter einen beliebigen Stapel geschoben und hat keine weiteren Auswirkungen.
Eine Runde endet regulär, wenn alle Spieler ihre Karten ausgespielt haben. Alternativ endet das Spiel sofort, wenn ein Spieler durch einen Stich Karten aller fünf Domänen in seiner Auslage hat und damit das Spiel verliert. Der Spieler, der eine Runde vorzeitig beendet, bekommt −3 Punkte, alle anderen Spieler addieren die Werte der offenliegenden obersten Karten ihrer Domänen zu einem Ergebnis, das notiert wird. Der Spieler mit den wenigsten Punkten in der Runde wird neuer Startspieler für die nächste Runde. Wer nach fünf Runden die meisten Punkte hat, gewinnt das Spiel und wird zum „An dòigh“, dem großen Weisen.

### Spielvariante
Alternativ zur niedrigsten Karte eines Stiches kann als Variante auch mit der höchsten Karte des jeweiligen Stiches gespielt werden. Der Spieler, der zu Beginn einer Runde die Gaia-Karte ausspielt, bestimmt darüber, ob in der Runde die jeweils niedrigste oder höchste Karte eines Stiches nach oben gelegt wird. Er legt diese Karte mit der dunklen Seite nach oben, wenn die niedrigste Karte gewertet werden soll, und die helle Seite nach oben, wenn die jeweils höchste Karte gewertet werden soll.

## Ausgaben
Druids wurde von den deutschen Spieleautoren Günter Burkhardt und Wolfgang Lehmann entwickelt und von Amigo 2017 zu den Internationalen Spieltagen in Essen veröffentlicht. Die grafische Gestaltung stammt von dem Illustrator Franz Vohwinkel und ist an die Gestaltung des Kartenspiels Wizard angelehnt, das seit 1996 bei Amigo in mehreren Auflagen erschienen ist.

## Belege
1. 1 2 3 4 5 6 7 8 9  Gier, Offizielle Spielregeln als Download bei Druids (Memento des Originals vom 8. Mai 2019 im Internet Archive)  Info: Der Archivlink wurde automatisch eingesetzt und noch nicht geprüft. Bitte prüfe Original- und Archivlink gemäß Anleitung und entferne dann diesen Hinweis. auf der Website von Amigo; abgerufen am 14. Januar 2017.
2. ↑  Versionen von Druids bei boardgamegeek; abgerufen am 15. Januar 2017.